# El padrino de Harlem
El padrino de Harlem (título original en inglés: Black Caesar) es una película estadounidense de drama criminal y blaxploitation de 1973 escrita y dirigida por Larry Cohen y protagonizada por Fred Williamson, Gloria Hendry y Julius Harris. Cuenta con una banda sonora (Black Caesar) de James Brown (con una gran aportación de su líder de banda Fred Wesley), su primera experiencia escribiendo música para películas. A finales de 1973 se estrenó una secuela titulada Hell Up in Harlem.

## Argumento
Tommy Gibbs (Fred Williamson) es un afroestadounidense que creció en Harlem, Nueva York. Cuando era niño, fue brutalmente agredido por un policía llamado McKinney. El incidente lo llevó a una vida delictiva. De adulto, se une a la mafia de Nueva York y se convierte en el jefe de un sindicato criminal negro en Harlem. Libra una guerra de bandas con los mafiosos italianos de la ciudad de Nueva York y comienza a establecer un imperio criminal, llevando un libro de contabilidad de todos sus tratos como influencia sobre sus socios comerciales, incluido McKinney.
Conoce y se enamora de una cantante llamada Helen (Gloria Hendry) y se casa con ella. Ella no está contenta porque él es violento y la viola. Finalmente, sus enemigos conspiran con ella, lo que lleva a un atentado contra su vida que lo deja herido de bala. Después de matar a sus posibles asesinos, regresa a su oficina para recuperar el libro de contabilidad. McKinney se encuentra con él allí e intenta humillarlo antes de matarlo. Tommy domina a McKinney y lo mata a golpes. Al recuperar el libro de contabilidad, Tommy gravemente herido regresa a la casa donde creció, pero una pandilla callejera lo ataca y le roba. Es dejado ambiguo si finalmente muere.

## Reparto
- Fred Williamson como Tommy Gibbs.
  - Omer Jeffery como el joven Tommy Gibbs.
- Gloria Hendry como Helen Bradley.
- Art Lund como el Capitán Jack McKinney.
- D'Urville Martin como el reverendo Rufus.
- Julius Harris como el Sr. Gibbs.
- Minnie Gentry como Mamá Gibbs.
- Philip Roye como Joe «The Brain» Washington.
  - Michael Jeffery como el joven Joe Washington
- WWilliam Wellman Jr. como Alfred Coleman.
- James Dixon como el «Irlandés» Bryant.
- Val Avery como Cardoza.
- Patrick McAllister como Grossfield.
- Don Pedro Colley como «Crawdaddy».
- Myrna Hansen como Virginia Coleman.

## Producción
El guion de la película fue encargado originalmente por Sammy Davis Jr.. Según Larry Cohen, Davis «quería hacer una película en la que él fuera la estrella, en lugar de ser un lacayo de Frank Sinatra y Dean Martin. Así que les sugerí que hicieran una película de gánsteres como Little Caesar, ya que él era un tipo pequeño, así como también lo era Jimmy Cagney, y también Edward G. Robinson. Y pensé que podría interpretar a un pequeño matón que se abre camino en los bajos fondos de Harlem».
Cohen escribió un tratamiento por $10 000, pero cuando terminó, Davis no pudo pagar debido a algunos problemas con el Servicio de Impuestos Internos. Luego, Samuel Z. Arkoff de American International Pictures (AIP) se acercó a Cohen, quien estaba interesado en hacer una película de acción que pudiera protagonizar un actor negro. Cohen produjo el tratamiento que había escrito para Davis y AIP acordó financiarlo.
La mayor parte de la película se rodó en Nueva York, aunque algunos interiores se rodaron en Los Ángeles.
Fred Williamson fue elegido para protagonizar. Cohen dice: «Fred era totalmente diferente de lo que Sammy habría interpretado, porque Fred era un protagonista apuesto. Estaba genial con la ropa y con el sombrero que le puse. Y podía pavonearse por Harlem, y parecía el padrino de Harlem»,
Myrna Hansen, quien fue coronada Miss Estados Unidos en 1953, fue elegida por Cohen. Eran vecinos desde hacía años cuando él le ofreció el papel de Virginia Coleman. Más tarde diría que estar en esa película la calificaba para un aumento significativo de pensión por parte del Screen Actors Guild.
Cohen dice que cuando filmó en Harlem los gánsteres locales amenazaron con interrumpir el rodaje a menos que les pagaran. Cohen, en cambio, les ofreció pequeños papeles en la película. «Estos muchachos fueron geniales», dijo. «Todo lo que queríamos, todo lo que necesitábamos conseguir, lo conseguían para mí. Después de eso, éramos dueños de Harlem. Y luego, cuando finalmente se abrió la película, los puse en el cartel también, de modo que los anuncios en el periódico tuvieran a estos tipos en ellos. Y el día de la inauguración en el Cinerama Theatre de Broadway, estos gánsteres estaban allí frente al teatro firmando autógrafos».
La secuencia de Harlem fue dirigida por James Signorelli, quien luego pasaría a producir películas basadas en sketches de Saturday Night Live.

## Lanzamiento y recepción
El montaje original de la película terminaba con Tommy Gibbs siendo golpeado, robado y asesinado por una pandilla callejera negra, pero esta escena se eliminó del estreno general y apareció solo en los estrenos europeos de la película, hasta que fue restaurada para su lanzamiento en vídeo doméstico. Ahora se acepta generalmente como el final oficial de la película.
Cohen dice: «A la película le fue tan bien que me llamaron inmediatamente y me dijeron: "Será mejor que hagas una secuela antes de que estos actores decidan que quieren que reaparezca una enorme cantidad de dinero". Entonces dije: "Sabes que no tengo un guion, pero puedo empezar a filmar algo e inventarlo sobre la marcha". Eso es más o menos lo que hicimos». El resultado fue Hell Up in Harlem. La secuela contradice el final original de la película, por lo que las dos películas parecen carecer de continuidad cuando se ven una tras otra en video casero, ya que Gibbs todavía está vivo en Hell Up in Harlem, a pesar de morir en Black Caesar.
En 2001, fue lanzado en DVD, con un comentario de audio del director Larry Cohen. En 2010 fue digitalizado en alta definición (1080i) y transmitido por MGM HD. En 2015, Olive Films estrenó la película en Blu-ray.

### Recepción de la crítica
En 2009, Empire la nombró en el puesto 18 en una encuesta de las «20 mejores películas de gánsteres que nunca has visto* (*probablemente)».

### Legado
Raperos destacados han hecho sample de la banda sonora de James Brown. «The Boss», que es la música de fondo de una escena en la que disparan a Tommy Gibbs mientras cruza una esquina, fue muestreada para «You Played Yourself» de Ice-T, «Take It To Da House» de Trick Daddy), el álbum de Prodigy Return of the Mac y «Get Down» de Nas en el álbum God's Son.
El nombre de la película aparece en la canción de Public Enemy «Burn Hollywood Burn»; cuando el cine anuncia que la película será Driving Miss Daisy, el rapero invitado Big Daddy Kane sugiere irse y dice: I got Black Caesar back at the crib («Tengo a Black Caesar de vuelta en mi casa»). Kane hace otra referencia a la película en su canción «How U Get A Record Deal». Kool Keith hace referencia al personaje principal de la canción «Keith Turbo» de Black Elvis/Lost in Space: Take off your shirt; I can see your ribs; Fakin' like Tommy Gibbs («Quítate la camisa; puedo ver tus costillas; fingiendo como Tommy Gibbs»).